# TJ Osvětimany

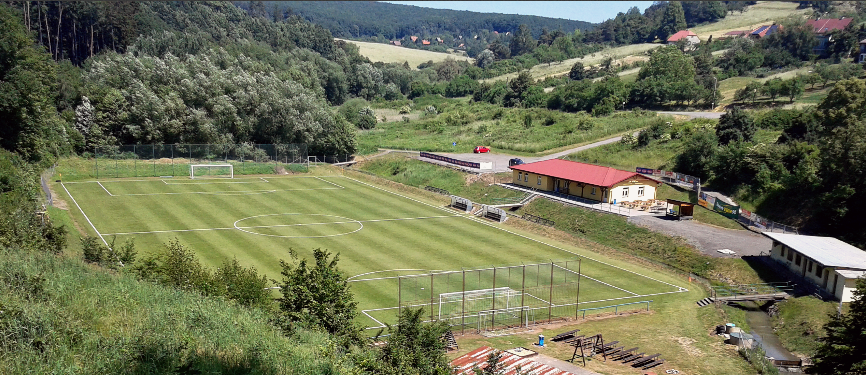
Stadium park Osvětimany.

Tělovýchovná jednota Osvětimany je český fotbalový klub z městyse Osvětimany, který byl založen v roce 1932 pod názvem SK Osvětimany. Klub bude hrát v sezóně 2022/2023 Zlínský krajský přebor.
Trenérem Osvětiman je bývalý ligový fotbalista Pavel Němčický. V Osvětimanech aktuálně působí řada bývalých ligových hráčů nebo hráčů, kteří prošli akademií prvoligového celku 1. FC Slovácko, mezi ně patří Veliče Šumulikoski, Jiří Perůtka nebo brankář Petr Chvojka.
V roce 2020 do týmu přestoupil i mládežnický reprezentant Tomáš Jeleček. Největším kanonýrem týmu a nejlepším střelcem v historii klubu je zkušený útočník Ondřej Zýbal, v týmu působí od roku 2011 a každoročně bývá nejlepším střelcem týmu i soutěže. Zýbal už aktuálně působí v Rakousku.

## Historie kopané v Osvětimanech

### Sezóny od roku 2015 až 2020
Mužstvo mužů každoročně útočí na první pozice v I.A třídě, mužstvu byl v sezóně 2019/20 opět nabízen postup do KP Zlínského kraje, Osvětimany však odmítly.

### Sezóna 2021/2022
Tahle sezóna se stala pro osvětimanský fotbal nejúspěšnější. TJ Osvětimany poprvé v historii I.A třídu Zlínského kraje sk.B vyhrály a postoupily tak v roce 90. výročí založení klubu do krajského přeboru.

## Umístění v jednotlivých sezonách
Legenda: Z - ZÁPASY, V - VÝHRA, R - REMÍZA, P - PROHRA
Zelené podbarvení - mistr ligy, modré podbarvení - postup
Červené podbarvení - sezóna byla předčasně ukončena kvůli koronaviru.

| Sezóna  | Liga                              | Úroveň | Z  | V  | R | P  | SKÓRE | +/- | BODY | POZICE |
| 2007/08 | I.B třída Zlínského kraje – sk. C | 7      | 26 | 15 | 6 | 5  | 79:47 | 32  | 51   | 4.     |
| 2008/09 | I.B třída Zlínského kraje – sk. C | 7      | 26 | 17 | 1 | 8  | 84:36 | 48  | 52   | 2.     |
| ------- | --------------------------------- | ------ | -- | -- | - | -- | ----- | --- | ---- | ------ |
| 2009/10 | I.B třída Zlínského kraje – sk. C | 7      | 26 | 17 | 2 | 7  | 99:42 | 57  | 53   | 1.     |
| 2010/11 | I.B třída Zlínského kraje – sk. C | 7      | 26 | 15 | 2 | 9  | 55:37 | 18  | 47   | 4.     |
| 2011/12 | I.B třída Zlínského kraje – sk. C | 7      | 26 | 11 | 7 | 8  | 54:43 | 11  | 40   | 6.     |
| 2012/13 | I.B třída Zlínského kraje – sk. C | 7      | 26 | 16 | 5 | 5  | 79:27 | 53  | 52   | 2.     |
| 2013/14 | I.B třída Zlínského kraje – sk. C | 7      | 26 | 18 | 4 | 4  | 90:29 | 61  | 58   | 2.     |
| 2014/15 | I.A třída Zlínského kraje – sk. B | 6      | 26 | 14 | 7 | 5  | 67:39 | 28  | 54   | 3.     |
| 2015/16 | I.A třída Zlínského kraje – sk. B | 6      | 26 | 12 | 4 | 10 | 55:48 | 7   | 42   | 8.     |
| 2016/17 | I.A třída Zlínského kraje – sk. B | 6      | 26 | 17 | 3 | 6  | 77:40 | 37  | 56   | 2.     |
| 2017/18 | I.A třída Zlínského kraje – sk. B | 6      | 26 | 18 | 5 | 3  | 85:29 | 56  | 61   | 2.     |
| 2018/19 | I.A třída Zlínského kraje – sk. B | 6      | 26 | 21 | 1 | 4  | 90:31 | 59  | 65   | 2.     |
| 2019/20 | I.A třída Zlínského kraje – sk. B | 6      | 13 | 11 | 1 | 1  | 62:12 | 50  | 35   | 1.     |
| 2020/21 | I.A třída Zlínského kraje – sk. B | 6      | 8  | 6  | 0 | 2  | 24:13 | 11  | 18   | 3.     |
| 2021/22 | I.A třída Zlínského kraje – sk. B | 6      | 26 | 22 | 2 | 2  | 93:32 | 61  | 68   | 1.     |
| 2022/23 | Zlínský krajský přebor            | 5      | 26 | 12 | 5 | 9  | 55:46 | 9   | 41   | 6.     |
| 2023/24 | Zlínský krajský přebor            | 5      | 26 | 10 | 7 | 9  | 55:48 | 7   | 37   | 8.     |
| 2024/25 | Zlínský krajský přebor            | 5      | 26 | 14 | 5 | 7  | 46:33 | 13  | 47   | 4.     |